# 中華民國—塞內加爾關係
中華民國與塞內加爾共和國於1960—2005年有官方外交關係，期間多次斷交與復交。第3次斷交後，目前沒有在對方首都互設具大使館功能的代表機構。對塞內加爾的相關事務由駐法國台北代表處、駐普羅旺斯臺北辦事處共同管轄。

## 政治

### 外交

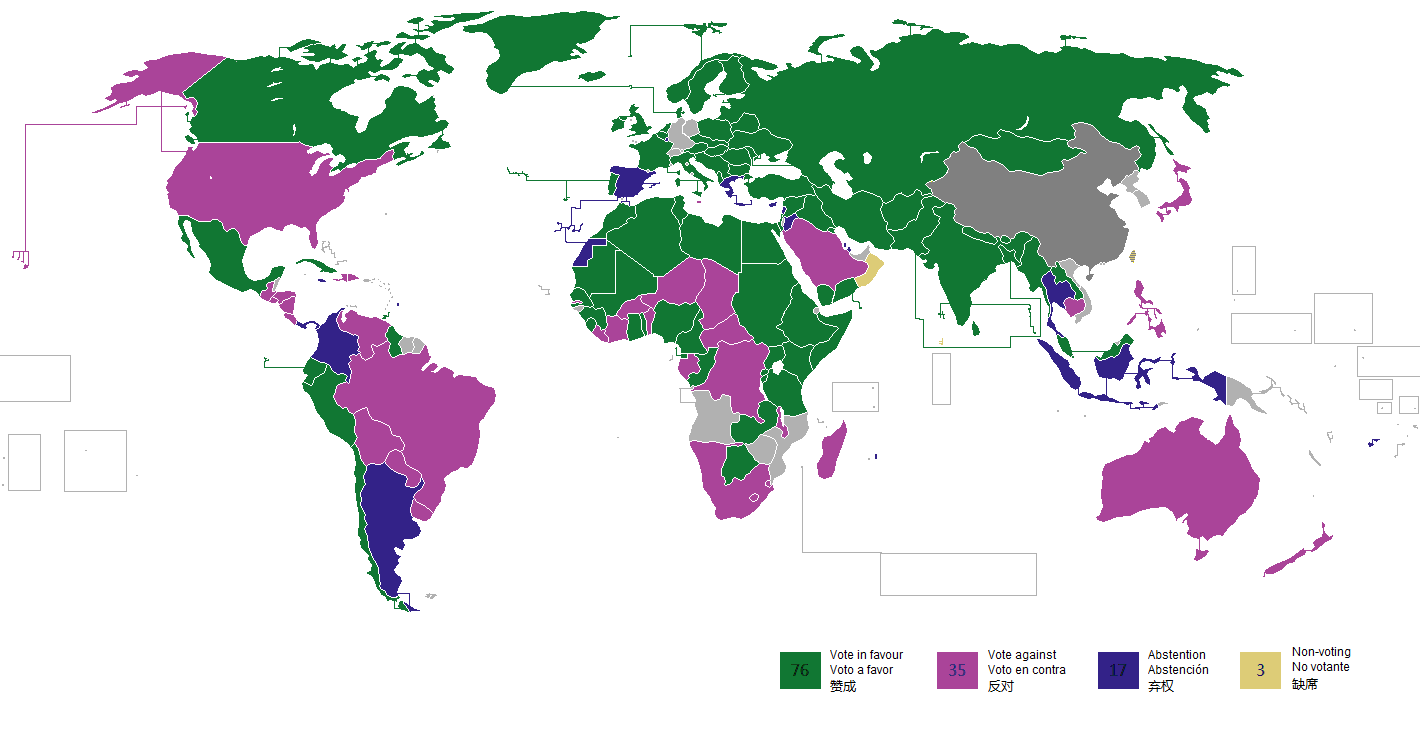
綠色國家表示在1971年的投票中反對中華民國續留聯合國，即《聯合國大會2758號決議》，其中包括塞內加爾。

1960年6月20日，中華民國承認由塞內加爾以及法屬蘇丹組成的「馬利聯邦」，並建立大使級外交關係。於聯邦首都達卡（今塞內加爾首都）設立中華民國駐馬利聯邦大使館，但只派駐參事等級外交人員。
1960年8月20日，塞內加爾退出馬利聯邦，联邦制解體。9月22日，馬利退出法兰西共同体成為完全獨立國家。9月23日，中華民國宣布承認兩國獨立。
1960年9月23日，塞內加爾與中華民國建立公使級外交關係。9月27日，駐馬利聯邦大使館改為中華民國駐塞內加爾共和國公使館，並在馬利首都巴馬科另設駐馬利共和國大使館。
1964年9月，派駐塞內加爾公使（未到任）。11月8日，與中華民國首次斷交。在建交期間，塞內加爾未設立公使館、派駐公使。
1969年7月16日，恢復邦交，並升格為大使級外交關係。1970年，於首都達卡設立中華民國駐塞內加爾共和國大使館，並派駐大使。在復交期間，塞內加爾未設立大使館、派駐大使。
1971年12月7日，塞內加爾與中华人民共和国建交。1972年4月12日，中華民國與塞內加爾斷交、關閉大使館，改設立具大使館功能的駐塞內加爾經濟暨技術合作辦事處，於1976年10月31日關閉。
1996年1月3日，再度恢復大使級外交關係。1月12日，設立駐塞內加爾大使館。
1998年10月，於首都台北設立塞內加爾共和國駐中華民國大使館，並派駐大使。
2005年10月25日，與中華民國第三次斷交。塞內加爾總統瓦德致函中華民國總統陳水扁，宣佈與中華人民共和國復交，而將只與中華民國維持經濟、商業暨文化關係，瓦德並在函中表明「國家間沒有朋友，只有利益」。據外交部了解，中華人民共和國方面提出2億美元的援助作為建交（復交）的條件。而在9月16日，瓦德公開表示中華人民共和國願意替塞內加爾修建一條河底隧道，連結甘比亞與塞內加爾，金額不明。

#### 中華民國駐馬利聯邦大使（1960年）
| 姓名   | 任命          | 到任         | 免職          | 外交衔级 | 外交職務 | 駐在地                  | 備註               |
| ------ | ------------- | ------------ | ------------- | -------- | -------- | ----------------------- | ------------------ |
| 陈厚儒 | 1960年6月21日 | 1960年7月9日 | 1960年9月27日 | 参事     | 臨時代辦 | 駐馬利聯邦 駐馬利共和國 | 轉任駐塞內加爾參事 |

#### 支持中華民國參與國際組織
兩國在邦交期間，塞內加爾曾多次支持中華民國參與國際組織。
1996年7月，塞內加爾與其他15個中華民國的邦交國提案，要求聯合國大會將「審議聯大第二七五八（XXVI）號決議所造成臺灣地區二千一百三十萬人無法參與聯合國相關活動之問題」案列入議程；1997年7月，塞內加爾與其他8個中華民國的邦交國提案，要求聯合國大會將「基於國際情勢之變遷以及中國分治之現實，有必要重新檢討聯大第二七五八（貳拾陸）號決議」案列入議程。9月，在大會的總辯論中發言支持中華民國參與聯合國；1998年7月，塞內加爾與其他14個中華民國的邦交國連署提案，要求聯合國大會將「基於國際情勢之變遷以及中國分治之事實，應重新檢討聯大第二七五八（貳拾陸）號決議」案列入議程。9月，在大會的總辯論中發言支持；1999年8月，塞內加爾與其他12個中華民國的邦交國連署提案，要求聯合國大會將「應審視中華民國在台灣所處之特殊國際處境，以確保其二千二百萬人民參與聯合國之基本權利獲得完全尊重」案列入議程。9月，在大會的總辯論中發言支持；2000年8月，塞內加爾與其他13個中華民國的邦交國連署提案，要求聯合國大會將「應審視中華民國在台灣所處之特殊國際處境，以確保其兩千三百萬人民參與聯合國之基本權利獲得完全尊重」案列入議程；2001年8月，塞內加爾與其他15個中華民國的邦交國連署提案，要求聯合國大會將「有必要審視在台灣之中華民國所處特殊國際處境，俾確保其兩千三百萬人民參與聯合國工作和活動之基本權利獲得充分尊重」案列入議程。11月，在大會的總辯論中發言支持；2002年8月、2003年8月，塞內加爾與其他14個中華民國的邦交國連署提案，要求聯合國大會將「中華民國（台灣）在聯合國的代表權問題」案列入議程；2004年8月，塞內加爾與其他14個中華民國的邦交國提案，要求聯合國大會將「台灣二千三百萬人民在聯合國的代表權問題」案列入議程。9月，塞內加爾總統瓦德在總辯論中發言「個人認為，聯合國在推行普遍性之作法並不公平。在《聯合國憲章》揭櫫公義與普遍性之核心原則下，台灣之中華民國擁有二千三百萬居民、健全的民主制度，以及令人印象深刻之經濟活力，卻仍遭排除於聯合國活動之外。」
1997年5月，塞內加爾與其他8個中華民國的邦交國向世界衛生組織（WHO）提案「邀請中華民國以觀察員身分參與世界衛生大會」，並在大會（WHA）中發言支持；1999年4月，塞內加爾與其他3個中華民國的邦交國向世界衛生大會提案「邀請中華民國（台灣）以觀察員身分參與世界衛生大會」，並在大會中發言支持；2001年5月，塞內加爾與其他6個中華民國的邦交國向世界衛生大會提案「邀請中華民國（台灣）以觀察員身分參與世界衛生大會」；2002年1月、5月，塞內加爾與其他中華民國的邦交國向世界衛生組織執行委員會與大會提案「邀請台灣以觀察員身分參與世界衛生大會」。

### 人員互訪（1996年至今）

#### 塞內加爾
| 職稱     | 姓名          | 日期                           | 備註                |
| -------- | ------------- | ------------------------------ | ------------------- |
| 總統     | 狄伍夫 瓦德   | 1996年7月 2001年6月、2004年5月 | [ 3 ] [ 30 ] [ 31 ] |
| 總理     | 狄安          | 1997年10月                     | [ 3 ]               |
| 國會議長 | 施碩國 狄歐普 | 1997年3月 2002年10月           | [ 3 ] [ 32 ]        |

僅列舉部分名單：
國務部長希狄疆、外交暨僑務部長倪雅思、波丹、賈基歐、體育部長恩東（Joseph Ndong）、新聞部長兼政府發言人狄歐波（Serigne Diop）、農業暨畜牧部長狄武夫（Pape Diouf）、衛生暨社會事務部長庫爾-塞克、能源礦業暨工業部長迪伍福（Magued Diouf）、商業手工業暨工業化部長塞克、工業手工業暨礦業部長薩瓦尼、總理府秘書長恩迪耶（Ousmane Ndiaye）、國家檔案局長巴耶（Saliou Mbaye）、參謀總長西塞、常駐聯合國代表卡德健（Ibra Dequeme Ka）、達卡市長狄奧普。

#### 中華民國
| 職稱         | 姓名   | 日期       | 備註   |
| ------------ | ------ | ---------- | ------ |
| 總統         | 陳水扁 | 2002年7月  | [ 37 ] |
| 國民大會議長 | 錢復   | 1997年12月 | [ 3 ]  |

僅列舉部分名單：
國家安全會議秘書長丁懋時、政務委員趙守博、外交部長章孝嚴、胡志強、程建人、陳唐山、外交部政務次長吳子丹、經濟建設委員會主任委員江丙坤、中華民國全國中小企業總會理事長戴勝通、台北市副市長陳師孟。

## 經濟

### 貿易
| 年分 | 貿易總額   | 貿易總額 | 貿易總額 | 出口至塞內加爾 | 出口至塞內加爾 | 出口至塞內加爾 | 自塞內加爾進口 | 自塞內加爾進口 | 自塞內加爾進口 | 順逆差 |
| 年分 | 金額       | 年增減   | 排名     | 金額           | 年增減         | 排名           | 金額           | 年增減         | 排名           | 順逆差 |
| ---- | ---------- | -------- | -------- | -------------- | -------------- | -------------- | -------------- | -------------- | -------------- | ------ |
| 2017 | 11,459,688 | ▲18.9%   | 140      | 8,842,167      | ▲45.0%         | 124            | 2,617,521      | ▼26.1%         | 140            | 順差▲  |
| 2018 | 9,317,248  | ▼18.7%   | 146      | 6,556,707      | ▼25.8%         | 136            | 2,760,541      | ▲5.5%          | 136            | 順差▼  |
| 2019 | 9,887,701  | ▲6.1%    | 149      | 6,395,381      | ▼2.5%          | 137            | 3,492,320      | ▲26.5%         | 131            | 順差▼  |
| 2020 | 9,144,605  | ▼7.5%    | 143      | 6,116,713      | ▼4.4%          | 132            | 3,027,892      | ▼13.3%         | 133            | 順差▲  |
| 2021 | 8,697,370  | ▼4.9%    | 153      | 6,449,845      | ▲5.4%          | 140            | 2,247,525      | ▼25.8%         | 142            | 順差▲  |
| 2022 | 13,901,672 | ▲59.8%   | 135      | 11,820,197     | ▲83.3%         | 119            | 2,081,475      | ▼7.4%          | 144            | 順差▲  |
| 2023 | 13,486,822 | ▼3.0%    | 136      | 10,755,675     | ▼9.0%          | 120            | 2,731,147      | ▲31.2%         | 135            | 順差▼  |
| 2024 | 14,249,619 | ▲5.7%    | 137      | 10,062,460     | ▼6.4%          | 123            | 4,187,159      | ▲53.3%         | 128            | 順差▼  |

2023年的兩國貿易項目如下：
出口至塞內加爾的前10大項目為：丙烯酸聚合物；冷凍魚；橡膠或塑料加工機或以此類原料製造產品之機械；類動物；具有特殊功能之機器與機械用具；其他塑膠製品與特定材料制成品；空氣泵或真空泵、空氣或其他氣體压缩机與风扇；特殊物品，含出口未超過5萬新臺幣之小額報單與其他零星物品；以合成聚合物或經化學改質之天然聚合物為基料之漆類與凡立水；車輛之零件與附件等。
自塞內加爾進口的前10大項目為：甲殼類、類與其他水產无脊椎动物之調製或保藏品；不適於人類食用之肉、魚、甲殼類、軟體動物或其他水產無脊椎動物；钛礦石及其精砂；乾豆類蔬菜、西穀米或植物之根莖、塊莖或製成之粉；軟體類動物；刺槐豆、海草與其他藻類、甜菜與甘蔗、果實核與子仁；特殊物品，含進口未超過5萬新臺幣之小額報單與其他零星物品；理化分析用儀器與器具、計量或檢查粘性、多孔性、膨脹性、表面张力與類似性能之儀器與器具，計量或檢查熱量、音量或光之儀器與器具、理化分析用切片機；未經化學改質之固定性植物油脂及其餾分物；電路開關、保護電路或連接電路用之電氣用具、光纖、光纖束、光纤电缆或光纖傳輸纜用之連接器等。

### 投資
根據中華民國經濟部投資審議司統計，截至2022年，尚無臺商赴塞內加爾投資；塞內加爾對臺灣總投資金額為2,000美元。

## 交流

### 援助
1996年1月兩國復交時，中華民國承諾協助塞內加爾發展稻作，以達成糧食增產目標。7月，簽署《農業技術合作協定》並設立駐塞內加爾農技團，工作項目為稻作增產、吳郭魚及牡蠣養殖、園藝及蔬菜發展等；1996年1月，簽署《醫療合作協定》，承諾每年提供醫療援助金給予塞內加爾，用以採購醫療器械及藥品、聘請當地及國外醫事人員、派遣醫事人員赴國外深造等；此外，並協助塞內加爾發展中小企業、開發小型工業園區等。
2000年4月，中華兒童暨家庭扶助基金會向台灣企業團體募得共69箱、1,635公斤的學童文具與玩具全數贈送給塞內加爾，由中華民國外交部長程建人與塞內加爾駐華大使康恩（Ahmed Tijane Kane）代表接受，並獲得優比速公司（UPS）同意免費將物資運送至塞內加爾。
2002年9月，塞內加爾發生渡輪翻覆意外，造成嚴重死傷，中華民國總統陳水扁與外交部長簡又新致電駐塞內加爾大使館向該國政府表達哀悼與慰問，並願在能力範圍內提供協助。

### 學術
2004年起，中華民國政府提供「台灣獎學金」，以促進雙邊教育交流及訓練塞內加爾工作階層官員。

### 僑民
兩國於2005年斷交前，在塞內加爾僅有3戶台僑，從事漁業及進出口貿易。

### 體育
2002年6月，塞內加爾國家足球隊在參加完世界盃足球賽後，由體育部長恩東（Joseph Ndong）率領訪問臺灣示範教學。但期間傳出訪臺經費、未履行協定義務、傳聞召妓等爭議，中華民國外交部回應經費由政府與民間共同出資，但球員經歷長期訓練以及數場賽程後，多所疲勞且有數人受傷，以致在臺的相關活動未盡如預期，球員在住宿飯店內召妓一事，外交部聲明純屬傳聞，不知情亦絕無涉入。外交部對於安排作業疏失，向全國民眾致歉，相關人員並自請處分。

## 協定
| 日期           | 簽署                                                                                     | 備註         |
| -------------- | ---------------------------------------------------------------------------------------- | ------------ |
| 1963年9月13日  | 《中華民國與塞內加爾共和國技術合作協定》                                                 | 以下簡稱中塞 |
| 1969年3月28日  | 《中塞農業技術合作議定書》                                                               | [ 註 3 ]     |
| 1996年1月3日   | 《中華民國政府與塞內加爾共和國政府間醫療合作協定》                                       | [ 註 4 ]     |
| 1996年7月23日  | 《中塞經濟暨科技合作協定》                                                               | [ 3 ]        |
| 1996年12月17日 | 《中華民國大使館與塞內加爾共和國經濟推廣基金關於中、塞（迪安尼究地區）蔬菜發展專戶合約》 |              |
| 1997年10月24日 | 《中塞相互促進暨保障投資協定》                                                           |              |
| 1998年4月16日  | 《中塞關於中、塞（吉甘秀、哥達、聖路易、捷士及達卡地區）小農推廣專戶合約》               |              |
| 1999年12月     | 《中塞中小企業投資貸款協定》 《中塞技術輔導協定》                                        | [ 33 ]       |
| 2000年1月20日  | 《中塞避免所得稅雙重課稅及防杜逃稅協定》                                                 |              |
| 2000年7月      | 《社團法人中華整廠發展協會與塞內加爾國家雇主聯盟合作備忘錄》                             | [ 4 ]        |
| 2000年12月     | 《中塞有關促進塞國經社發展五年（二零零一年至二零零五年）合作協定》                       | [ 註 5 ]     |
| 2002年6月1日   | 《中華民國行政院體育委員會與塞內加爾共和國體育部足球活動合作備忘錄》                     |              |
| 2003年10月29日 | 《中塞有關援助興建中塞工業園區合作議定書》                                               |              |
| 2004年8月12日  | 《中華民國（臺灣）政府與塞內加爾共和國政府間派遣中華民國志工議定書》                     |              |

## 簽證

持中華民國護照的中華民國國民簽證要求分布圖：入境塞內加爾需要簽證。

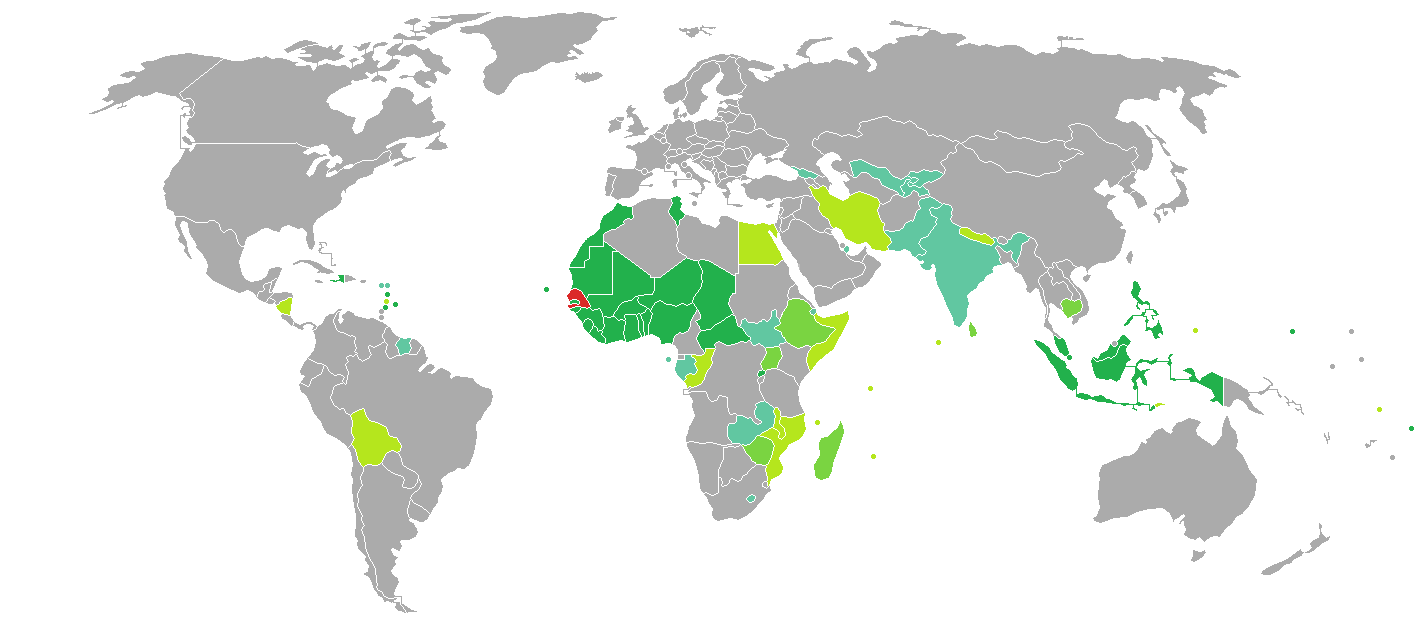
持塞內加爾護照的塞內加爾人口簽證要求分布圖：入境中華民國需要簽證。

兩國國民皆須申請簽證方可入境對方國家。持中華民國護照的中華民國國民可前往塞內加爾駐外館處（如驻日本大使馆）申辦簽證，作業需一週至一個月。
持塞內加爾護照的塞內加爾國民抵台參加由中央政府機關主辦、協辦或贊助之國際會議、運動賽事、商展或其他活動，可以電子簽證入境中華民國，停留最多30天並不得延期。

### 事件
塞內加爾曾於1996年10月4日給予中華民國免簽證待遇，停留最多3個月；10月21日，中華民國亦給予塞內加爾效期最長1年的多次入境簽證，並免收簽證費。

## 交通

### 航空

#### 客運
兩國無直航班機，可經由（不計航點遠近，截至2023年6月29日）：
- 臺北→杜拜、伊斯坦堡、巴黎、羅馬（*季節性飛塞內加爾）、米蘭、法蘭克福、阿姆斯特丹*、紐約，再轉機前往塞內加爾的國際機場（英语：List of airports in Senegal）。

### 駕車
持有中華民國國際駕駛執照或申請塞內加爾駕駛執照，並投保車險，可在塞內加爾駕車。

## 外部連結
- 中華民國外交部－塞內加爾共和國簡介 （页面存档备份，存于）
- 駐法國臺北代表處
  - 駐普羅旺斯辦事處
- 外交部領事事務局－國外旅遊警示分級表
- 中華民國衛生福利部－國際旅遊疫情建議等級
- 中華民國國際經濟合作協會 （页面存档备份，存于）